# Barbarathermen
Barbarathermen – jeden z wielu kompleksów łaźni rzymskich wzniesionych w Trewirze.
Wraz z innymi zabytkami rzymskiego Trewiru, zostały wpisane w 1986 na listę dziedzictwa kulturowego UNESCO.

## Historia
Barbarathermen zostały zbudowane około roku 150 i stanowiły jeden z największych zespołów łaźni w Cesarstwie rzymskim. W przeciwieństwie do wybudowanych później łaźni cesarskich, które nigdy nie były użytkowane zgodnie ze swoim pierwotnym przeznaczeniem, Barbarathermen służyły mieszkańcom Trewiru jako łaźnie przez prawie 300 lat. Początkowo, po opuszczeniu Trewiru przez Rzymian, budynki łaźni stały nienaruszone. Później jednak, przez stulecia, były eksploatowane jako źródło materiałów budowlanych.